# Walleria
Walleria es un género que incluye tres especies de pequeñas plantas herbáceas, perennes y bulbosas. El género es oriundo de África tropical y pertenece a la familia de las tecofileáceas. Se propagan por esquejes o semillas. 

## Especies
Walleria incluye las siguientes especies:
- Walleria gracilis (Salisb.) S.Carter, distribuida desde Namibia hasta  Sudáfrica.
- Walleria mackenziei J.Kirk, de Tanzania
- Walleria nutans J.Kirk,  desde África tropical hasta Sudáfrica.

## Sinonimia
- Androsyne Salisb.